# Peter Tomaschko

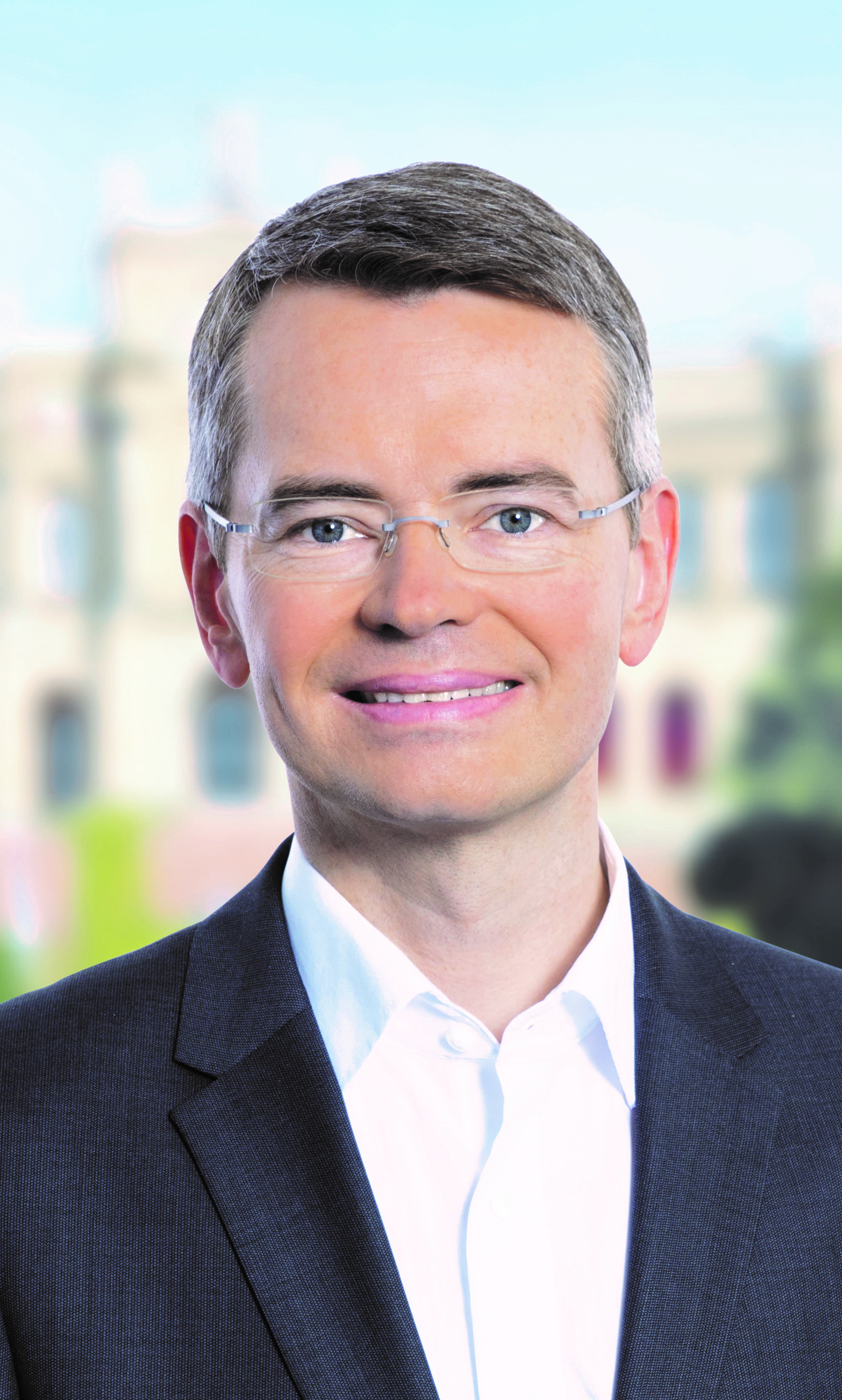
Peter Tomaschko (2018)

Peter Tomaschko (* 22. September 1973 in Augsburg) ist ein deutscher Politiker (CSU) und Verwaltungswirt. Er ist seit Oktober 2013 Mitglied des Bayerischen Landtags.

## Werdegang
Peter Tomaschko absolvierte nach dem Besuch der Realschule Mering und der Fachoberschule Augsburg ein Studium zum Diplom-Verwaltungswirt (FH) an der Fachhochschule Hof und arbeitete im Anschluss an das Studium bei der Stadt Augsburg. Von 1999 bis 2013 war Peter Tomaschko hauptberuflich als Prüfer und Berater von Kommunen beim Bayerischen Kommunalen Prüfungsverband tätig und arbeitete nebenberuflich als Dozent an der Fachhochschule Hof und der Bayerischen Verwaltungsschule.
Seit Oktober 2013 ist er Mitglied des Bayerischen Landtags.

## Politische Stationen
Bereits seit dem Jahr 1990 engagiert sich Peter Tomaschko in der Politik, zunächst in der Jungen Union und seit 1992 in der CSU. Tomaschko ist seit dem Jahr 2002 Mitglied im Kreistag Aichach-Friedberg und seit 2006 CSU-Fraktionsvorsitzender. 2008 wurde er Mitglied im Landesausschuss des Bayerischen Landkreistags; Kreisvorsitzender der CSU ist er seit 2009. Von 1996 bis 2014 war er Mitglied des Gemeinderats Merching sowie von 2008 bis 2014 2. Bürgermeister der Gemeinde Merching. Im September 2013 wurde Tomaschko im Stimmkreis Aichach-Friedberg mit 52,5 % direkt in den Bayerischen Landtag gewählt. 2018 und 2023 wurde er wiedergewählt. Im Landtag gehört er dem Ausschuss Bildung und Kultus und dem Ausschuss Kommunale Fragen, Innere Sicherheit und Sport an. Zudem setzt er sich in verschiedenen Arbeitsgruppen ein: Wehrpolitik, Vertriebene, Aussiedler und Partnerschaftsbeziehungen sowie Medien. Seit Juli 2019 ist Tomaschko der Vorsitzende der Bayerischen Datenschutzkommission. Des Weiteren ist er Mitglied des Ältestenrates im Bayerischen Landtag.

## Ehrenamtliches Engagement
Peter Tomaschko ist ehrenamtlich vielseitig tätig. Er engagiert sich als Vorsitzender des Gefängnisbeirats der Justizvollzugsanstalt Aichach sowie als Bezirksvorsitzender des Verbands Wohneigentum Bezirk Schwaben e.V. In seiner Heimatgemeinde Merching und im Landkreis Aichach-Friedberg ist er in diversen Vereinen Mitglied und zudem als Lektor in der Pfarrgemeinde St. Martin aktiv.

## Privat
Peter Tomaschko ist verheiratet und lebt gemeinsam mit seiner Ehefrau Nicole und seinen Zwillingen in Merching. Er ist römisch-katholischer Konfession.